# Eupithecia fulvidorsata
Eupithecia fulvidorsata es una especie de polilla de la familia Geometridae. La especie fue descrita por primera vez por Mironov y Galsworthy habiendo sido descrita en 2006, con distribución en la reserva nacional Foping de la provincia china de Shaanxi, a una altitud de 1600 metros (5249,3 pies). Es una polilla pequeña de color gris con una envergadura de 15 a 17 milímetros (0,6 a 0,7 plg). El margen costal de sus alas es negro en la mitad exterior. Entre sus venas, se notan una serie de manchas ocre oscuras, con una mancha discal relativamente grande y negra.  